# Epalpus imitator
Epalpus imitator är en tvåvingeart som först beskrevs av Townsend 1929.  Epalpus imitator ingår i släktet Epalpus och familjen parasitflugor. Inga underarter finns listade i Catalogue of Life.